# Запрудня (Костромская область)
Запрудня — деревня в Северном сельском поселении Сусанинского района Костромской области России.

## История
С 30 декабря 2004 года, в соответствии с Законом Костромской области № 237-ЗКО, входит в состав муниципального образования Северное сельское поселение.

## География
Расположена в 16 км к юго-западу от посёлка Сусанино и в 40 км к северо-востоку от Костромы. На западе к Запрудне примыкает деревня Починок, на севере и северо-востоке — село Северное.

## Население
| 2008 | 2010 | 2014 |
| ---- | ---- | ---- |
| 53   | ↘48  | ↗49  |

## Инфраструктура
Личное подсобное хозяйство.

## Транспорт
Вдоль южного края деревни проходит автодорога Кострома — Буй, чуть западнее от неё отходит дорога на Судиславль.